# درچه عابد (شهر بوستان)
درچه عابد، روستایی از توابع بخش مرکزی شهرستان فلاورجان در استان اصفهان ایران است که در سال ۱۳۸۷ با ادغام روستای لارگان و درچه عابد به شهر بوستان تغییر نام داد. باتوجه به اینکه در فاصله بسیار نزدیکی از رودخانه زاینده رود واقع شده مناظر طبیعی زیبا وچشم نوازی دارد. بخشی از فیلمهای عملیات کرکوک، الماس بنفش و پری در ساحل زاینده رود واقع در این روستای زیبا ساخته شده‌است.
براساس سرشماری مرکز آمار ایران در سال ۱۳۸۵، جمعیت آن ۷۷۳ نفر (۲۷۲خانوار) بوده‌است.